# Jacques Gamblin
Jacques Gamblin (16 de novembro de 1957) é um ator francês.